# تپه گرد خزینه
تپه گرد خزینه در شهرستان پیرانشهر، بخش لاجان، روستای خورنج واقع شده و این اثر در تاریخ ۷ مهر ۱۳۸۱ با شمارهٔ ثبت ۶۴۲۱ به‌عنوان یکی از آثار ملی ایران به ثبت رسیده است.